# Хотел Париз (Београд)
Хотел „Париз” се налазио на Теразијама, у Београду. Саграђен је 1868. године уз данашњи хотел Касину где је сада налази Теразијски пролаз ка Безистану. Хотел је имао 35 соба с парним грејањем, ресторан, кафану, биоскопску салу, салоне и башту. Срушен је 1948. године.

## Историја
Хотел „Париз” се налазио на Теразијама 27, и некадашњој Улици Краља Милана 33. Власник је у време градње био Анђелко Алексић-Ћоса, који је на месту где је саграђен хотел држао Ћосину механу.
Други газда је од 1880. године, био инжењер Ђура Љочић који је десетак година раније као студент боравио у Цириху заједно са Николом Пашићем, Светозаром Марковићем, Владаном Ђорђевићем, Симом Лозанићем и другим значајним личностима. По повратку са студија, придружује се Светозару Марковићу и 1871. године оснива лист Раденик, чији је Љочић био уредник и финансијер.
Маја 1899. године хотел прелази у руке Светозара Боторића и другова, а од 1912. Боторић је уписан као власник. Светозар Боторић је био први српски филмски продуцент и у сарадњи са Чича Илијом Станојевићем је направио првенце српске кинематографије. Као пасионирани филмаџија , међу првима у Београду у хотелу париз отворио је стални биоскоп. После смрти у аустроугарском логору 1916. године, наслеђује га његова удовица Славица Боторић, а јануара 1924. Управа фондова га као своје непокретно добро оглашава на продају. Тридесетих година, све до рата власник је Коста Новаковић, који је у дворишту хотела дозидао још једну биоскопску салу.
Хотел „Париз” је срушен после преуређивања Теразија 1948. године, када је сазидана нова зграда на истом месту.

## Занимљивости
Хотел „Париз” је  био елитни београдски хотел, у коме су углавном одседала господа и многа позната имена. 
Имао тридесетак лепо намештених соба и неколико елегантних салона и био је категорисан као прворазредан. Популарност је ипак стекао пре свега захваљујући изванредном ресторану и кафани. Располагао је и са биоскопском салом и баштом.  Београдска буржоазија се ту окупљала и картала се за столовима пресвученим зеленом чохом. Увече се свирала војна музика, а у биоскопској сали точило се пиво.
Чувени руски генарал Черњајев је боравио 1876. а сликар Влахо Буковац био је гост два месеца 1882. године. Приликом боравка у Београду 1929. године,  гошћа на вечерњим пројекцијама филма Проклети џез у сали „Париза” била је и славна плесачица Жозефина Бејкер.
Густав Раш бележи да је хотел „Париз” могао одговарати сваком већем средњоевропском граду, а Ђузепе Барбанти-Бродано, да је „може бити најлепши у Београду”.
Првих дана XX века, хотел је реновиран и у собе је уведен телефон. Ипак није могао да задовољи укус неких богатих и пробирљивих гостију. Тако, персијски шах септембра 1900. године у повратку из званичне посете неким европским земљама, није прихватио „Париз” за резиденцију, јер му се није допао, па је одлучио да преноћи у свом спаваћем вагону на железничкој станици.
Просторије хотела „Париз” биле су седиште Радикалне странке, а ту су се одржавале и радикалне забаве.